# Swakopmund
Swakopmund er en namibisk havneby som ligger ud til Atlanterhavet i den nordvestlige del af landet. Byen ligger 280 km vest for Namibias hovedstad Windhoek.
Ved seneste folketælling i 2007 var der 28.552 indbyggere i byen.
Af attraktioner kan blandt andet nævnes Swakopmund Museum, det nationale akvarium og de spektakulære sandklitter syd for Swakopfloden. Byens er også kendt for sit udbud af ekstremsport.

## Historie
Swakopmund blev grundligt i 1892 af kaptajn Curt von François. Planen var at byen skulle være den primære havneby for kolonien Tysk Sydvestafrika. En øget trafik mellem Tyskland og dets kolonier gjorde det nødvendigt, at kolonien fik sin egen havn, da Walvis Bay, som ligger 33 km syd for Swakopmund, var under britisk herredømme. Man valgte at placere byen lige nord for Swakopfloden blandt andet på grund af adgang til ferskvand.

## Klima
Byen er omgivet af Namibørkenen og af det kolde Atlanterhav. Swakopmund har et tempereret klima. Gennemsnitstemperaturen ligger mellem 15 °C og 25 °C. Der falder mindre end 15 mm regn om året, hvilket også betyder, at man næsten ikke ser kloakafløb i gaderne. Benguelastrømmen bringer fugtighed til området i form af tåge, som kan strække sig helt op til 140 km ind i landet. Fauna og flora har tilpasset sig dette og er meget afhængig fugten som tågen har med sig.